# Нојкирхен-Балбини
Нојкирхен-Балбини (њем. Neukirchen-Balbini) град је у њемачкој савезној држави Баварска. Једно је од 33 општинска средишта округа Швандорф. Према процјени из 2010. у граду је живјело 1.122 становника. Посједује регионалну шифру (AGS) 9376146.

## Географски и демографски подаци
Нојкирхен-Балбини се налази у савезној држави Баварска у округу Швандорф. Град се налази на надморској висини од 512 метара. Површина општине износи 47,3 km². У самом граду је, према процјени из 2010. године, живјело 1.122 становника. Просјечна густина становништва износи 24 становника/km².